# Терский, Виктор Николаевич
Виктор Николаевич Терский (7 ноября 1898, Рязанская область, с. Коровино — 4 июля 1965, г. Москва, СССР) — ближайший сподвижник Антона Семёновича Макаренко. Трудился в колонии им. М.Горького и коммуне им. Ф.Э. Дзержинского более 15 лет учителем рисования и черчения. Ещё более известен тем, что возглавил и осуществлял в этих учреждениях внеклассную и клубную работу.
Прототип В.Н. Перского в «Педагогической поэме» А.С. Макаренко. Автор ряда книг о постановке клубных занятий и игр в практике А.С. Макаренко, в т.ч. переиздававшихся на русском языке и переведённых на немецкий и венгерский языки, а также брошюр и статей по этим вопросам. Заслуженный учитель РСФСР (1958 г.), кавалер ордена Ленина.

## Краткая биография
Виктор Николаевич родился в 1898 г. в семье обедневших дворян. По данным, приведённым в 1991 г. О.С. Кель (известным педагогом и соавтором В.Н. Терского), это произошло 7 ноября. Учился в реальном, а затем в земледельческом училище. Рос в культурной и образованной семье. От отца он унаследовал любовь к чтению, собирательству мудрых мыслей, игр, головоломок, и ещё многое, что так ему впоследствии пригодилось в клубной и кружковой работе. 
Был одним из учеников И. Е. Репина в художественной академии.
Участвовал в гражданской войне. Первые свои «культурные затеи» осуществил уже в тот период среди своих однополчан, о чём кратко упоминает в книге [3]. Был ранен, получил серьёзное заболевание лёгких.
После сменил несколько работ. На одной из них, в приёмнике-распределителе беспризорных, узнал от последних, что на Украине есть необычная колония под руководством Макаренко и направился к нему.

В. Н. Терский рассказывал, что при поступлении в колонию Антон Семёнович спросил у него: «Вы к нам на время или на всю жизнь? Если на время, то не советую».

Так, в возрасте 26 лет Виктор Терский попал к Антону Семёновичу и трудился с ним до самого закрытия коммуны им. Ф.Э.Дзержинского. В области клубной деятельности В. Н. Терский возглавил в Колонии им. Горького «Мастерскую ИЗО», где слово «ИЗО» быстро стало пониматься не только как «изобразительное искусство», но и как «изобретательство», а затем ещё более расширилось. Вскоре эта мастерская в деловых документах Колонии им. Горького уже стала именоваться «свободной мастерской», где кроме собственно рисования занимались моделированием (к примеру, изготовление бумажных моделей правильных геометрических тел), изготовлением доходчивых и художественно украшенных объявлений, плакатов, лозунгов к праздникам (порой, уже в Куряже, и для многих учреждений близлежащего Харькова, например, перед 1 мая), стенгазет, спортивного и хозяйственного инвентаря для колонистов и коммунаров, игрушек и игр, в том числе собственного изобретения… Некоторые из них, к примеру, многоэтажные шахматы и комплексную (физподготовка + тренировка сообразительности) игру «Горлёт» В.Н. Терский достаточно подробно описывает в [3].
Терский был известен как художник, актер, создатель сказок, игр-импровизаций, изобретатель приборов, он умел обращаться со всеми существующими инструментами, знал правила всех игр, был знаком с устройством всех машин. Отличный шашист, лучший рыболов области. Терский был руководителем секции велосипедистов, тренировал юных самбистов. Вместе с ребятами выпускал стенгазеты длиной 20 метров, а также принимал участие в постановке спектаклей, где исполнял и женские роли.
Уже в годы сотрудничества с А. С. Макаренко В. Н. Терский стремится собрать и систематизировать опыт и приёмы успешной кружковой и клубной работы, готовит для учащихся рукописную книгу «Интересное» и выполняет все рисунки и чертежи к ней (некоторые из них приведены в [3]). В условиях постоянной критики деятельности Макаренко со стороны «педагогического Олимпа» (ныне можно уточнить, что под рук. Н. К. Крупской) издать в педагогических издательствах свою книгу В. Н. Терскому долгое время и после этого (до 1959 года) не представлялось возможным.
После закрытия Коммуны имени Ф. Э. Дзержинского как воспитательного учреждения (созданные заводы продолжили свою работу), Виктор Николаевич работал завучем в Барыбинском детском доме Московской области (с 20 мая 1939 по 1 ноября 1940 года его возглавлял С. А. Калабалин), во время Великой Отечественной войны эвакуированном на Урал. По возвращении в Москву В. Н. Терский трудился методистом в Центральном доме детей железнодорожников. Это детское внешкольное учреждение союзного значения, призванное помогать железнодорожным школам и клубам всей страны, с 1942 (сразу после защиты кандидатской диссертации в МГУ) по 1947 г. возглавляла Ольга Сергеевна Кель – собранно и ответственно подходящая к своему делу педагог и организатор. Тогда и состоялось её знакомство с В. Н. Терским, позже переросшим в длительное педагогическое и творческое сотрудничество. 
Однако в Москве у В. Н. Терского квартиры не было, и он вскоре вынужден был покинуть столицу. Сначала его пригласили работать в одну из детских колоний в Литве, а затем педагогом в детский дом и среднюю школу в г. Знаменске Калининградской области. Там он преподавал рисование, черчение, труд и по совместительству пение. В то же время он продолжал вести очень содержательную и интересную внеклассную работу, опыт которой был признан лучшим и предложен для применения школам и детским домам всей Калининградской области.
В 1947 году О. С. Кель приглашена на должность с.н.с. Института истории и теории педагогики АПН СССР, в 1950 г. со стороны В.Н. Терского по почте возобновляется их общение и сотрудничество. В те годы впервые в СССР были созданы школы-интернаты и в связи с этим был поставлен целый ряд соответствующих исследовательских задач. Через дирекцию института Виктор Николаевич получает приглашение участвовать в этой научной работе, в частности, в московской школе-интернате № 12, созданной на основе школы № 545. 
Директор школы, заслуженный учитель РСФСР В. П. Ильин, сумел собрать в школе коллектив энтузиастов, педагогов-новаторов, среди которых были такие известные педагоги, как Б. П. Никитин, В. К. Дьяченко, Г.В. Воробьёв и другие. В созданной при интернате лаборатории под научным руководством президента АПН СССР И. А. Каирова большое внимание уделялось и внеклассной работе, для организации и исследования которой приглашаются О. С. Кель и В. Н. Терский.
Здесь они проводят длительный (в учебный год) «Конкурс смекалки», в который вовлекают большую часть учащихся и учителей, что способствует весьма заметному пробуждению и повышению интереса и успехов в учёбе и в целом познавательной деятельности учащихся. Именно в эти годы в издательстве АПН СССР была напечатана первая книга В. Н. Терского «Клубные занятия и игры в практике А.С. Макаренко» (М.: Изд-во АПН РСФСР, 1959), переиздававшаяся в СССР (1961), а также вскоре вышедшая в ГДР (1962), а затем и в Венгрии (1964).
Следующим этапом совместной исследовательской работы В.Н. Терского и О.С. Кель было проведение опытного исследования в московской школе № 315 (директор в те годы – Г.Р. Черепашинец) по направлению «Развитие самостоятельности и творческой активности школьников» под руководством академиков АПН СССР Э.И. Моносзона и М.Н. Скаткина.
Итоги исследования были обнародованы в сборнике «Развитие самостоятельности и творческой активности школьников». А на основе школы № 315 Центральным ИПК руководящих работников народного образования был позже проведён Всесоюзный семинар-практикум по внеклассной работе. Для его проведения В.Н. Терский был вызван из Знаменска в Москву.
В. Н. Терский всячески старался продвигать воспитательный и учебный опыт Макаренко и напоминать о нём самом, в т.ч. в обнародованных в 50-60-е годы интересных статьях в журналах «Вожатый», «Народное образование», «Советская педагогика» и др., а также в «Учительской газете», «Комсомольской правде», «Пионерской правде», к юбилеям Макаренко (далеко не всегда отмечавшимся «широкой общественностью», как это, к примеру, «прошло незамеченным» в 1963 г., к 75-летию Антона Семёновича). 
Считая, что практические умения нельзя передать только словами, что здесь необходима совместная работа, нужны показ, конкретные пояснения, деловые беседы, В.Н. Терский много внимания уделил выступлению с практикумами по рисованию, внеклассной клубной работе перед пионервожатыми, воспитателями и учителями, в институтах усовершенствования учителей, дворцах и домах пионеров в целом ряде городов страны: Калининграде, Москве, Перми, многих городах Молдавии. На основе конспектов к этим занятиям им была подготовлена книга «Вожатый, ты — педагог!», позже два раза переиздававшаяся (в 1975 и в 1984 годах), при участии и с предисловием О. С. Кель.
Некоторые из этих начинаний, к примеру, постановку фильма о системе кружковой работы у Макаренко по уже подготовленному В.Н. Терскому сценарию так и не удалось осуществить
Последним печатным трудом В.Н. Терского оказалась написанная совместно с О.С. Кель книга [3], вышедшая в 1966 г. уже после ухода Виктора Николаевича. Основное её содержание составил собственно труд В.Н. Терского, посвящённый системе, принципам и примерам клубной работы в коллективах под рук. А.С. Макаренко. Совместно с О.С. Кель была написана гл. 3 (из четырёх в книге), Ольга Сергеевна также сопроводила книгу подробным предисловием, дополнениями и пояснениями. 
Впоследствии О.С. Кель неоднократно выступала в педагогических изданиях со статьями, посвящёнными В.Н. Терскому и его педагогическому опыту, отслеживала и отмечала успехи других макаренковедов. Так, именно благодаря её публикации в «Учительской газете» о защите диссертации В.В. Кумариным в 1968 г. Г.М. Кубраков (из г. Мамлютка на севере в то время Казахской ССР) сумел чуть позже познакомиться как с этим трудом, так и с его автором, и тем самым прояснить для себя целый ряд важных вопросов внедрения системы Макаренко в своей школе-интернате.
Последние годы В.Н. Терский жил и трудился в г. Знаменске Калининградской области, где о нём долгие годы сохранялась благодарная память. 
В 1965 г. был отправлен на лечение в г. Москву, где и скончался от болезни 4 июля 1965 г. Похоронен в колумбарии кладбища Даниловского монастыря в г. Москве.

## Печатные труды
(Приводятся по данным электронного каталога РГБ)
1. Терский В.Н. Клубные занятия и игры в практике А. С. Макаренко. - Москва : Изд-во Акад. пед. наук РСФСР, 1959. - 159 с., 1 отд. л. ил. : ил.; 20 см. - (Пионерская и комсомольская работа в школе/ Акад. пед. наук РСФСР. Ин-т теории и истории педагогики).
2. Терский В.Н., Кель О.С. Игра «Конкурс смекалки» в школе: (Опыт школы-интерната) / Акад. пед. наук РСФСР. Ин-т теории и истории педагогики. - Москва : Изд-во Акад. пед. наук РСФСР, 1960. - 88 с. : ил.; 20 см
3. Терский В.Н., Кель О.С. Игра. Творчество. Жизнь. М.: Просвещение, 1966 г. 303 с.
4. В. Терский. Вожатый, ты - педагог! / 3-е изд., испр. и доп. - М. : Мол. гвардия, 1984. - 78 с.; 20 см. - (Для тех, кто работает с пионерами) (Б-чка вожатого).
5. Wiktor Terski. Klubarbeit und Spiele bei A. S. Makarenko / Deutsch. von Dieter Pommerenke. - Berlin : Volk und Wissen, 1962. - 145 с.; 1 л. ил. : ил.; 22 см.
6. V. Tyerszkij. A klubmunka és a játék Makarenko közösségében / Ford. Horváth György. - [Budapest] : Tankönyvkiadó, 1964. - 244 с.; 19 см.

## В.Н. Терский в литературе
Упоминания о В.Н. Терском и его успешной кружковой и воспитательной деятельности приводятся в целом ряде произведений, связанных с описанием опыта А.С. Макаренко, его сподвижников и последователей, в том числе:
- Макаренко А.С. Педагогическая поэма (все издания). В этой книге В.Н. Терский, как и другие главные действующие лица, назван со слегка изменённой фамилией - В.Н. Перским.
- Макаренко А.С. Флаги на башнях (все издания).
- Конисевич Л.В. Нас воспитал Макаренко. под науч. ред. к.п.н. Опалихина В.М. — Челябинск: ИУУ, 1993 г.
- Балабанович Е. З. Макаренко: человек и писатель. Москва: Московский рабочий, 1963 г.
- Ширяев В. А. Камни с дороги надо убирать. Москва: Молодая гвардия, 1990 г. (с. 197-212).

### А.С. Макаренко о В.Н. Терском
Антон Семёнович писал о В.Н. Терском:
- «У меня был педагог Терский. Я дрожал, как бы его у меня не сманили. Он был удивительно весёлый человек. Он меня заражал и воспитанников заражал своим буйным весельем».

## Сетевые ссылки
- Кель О. С. Виктор Николаевич Терский (1898-1965) // Народное образование, 2004. № 6. С. 163-168.
- Виктор Николаевич Терский (биография, педагогическая деятельность, публикации)
- Терский, Виктор Николаевич (1898-1965 // Вестник: школа № 656 имени А.С. Макаренко. Выпуск 2. – М. : Педагогическое общество России, 2020. 68 с.